# Monumento a George Palmer
Il monumento a George Palmer è un monumento commemorativo, opera dello scultore George Blackall Simonds (1843–1929), posto nel Palmer Park di Reading, in Inghilterra, Regno Unito. Sulla sommità è posta una statua raffigurante George Palmer. Il monumento è stato posto sotto tutela dal 14 dicembre 1978.

## Storia

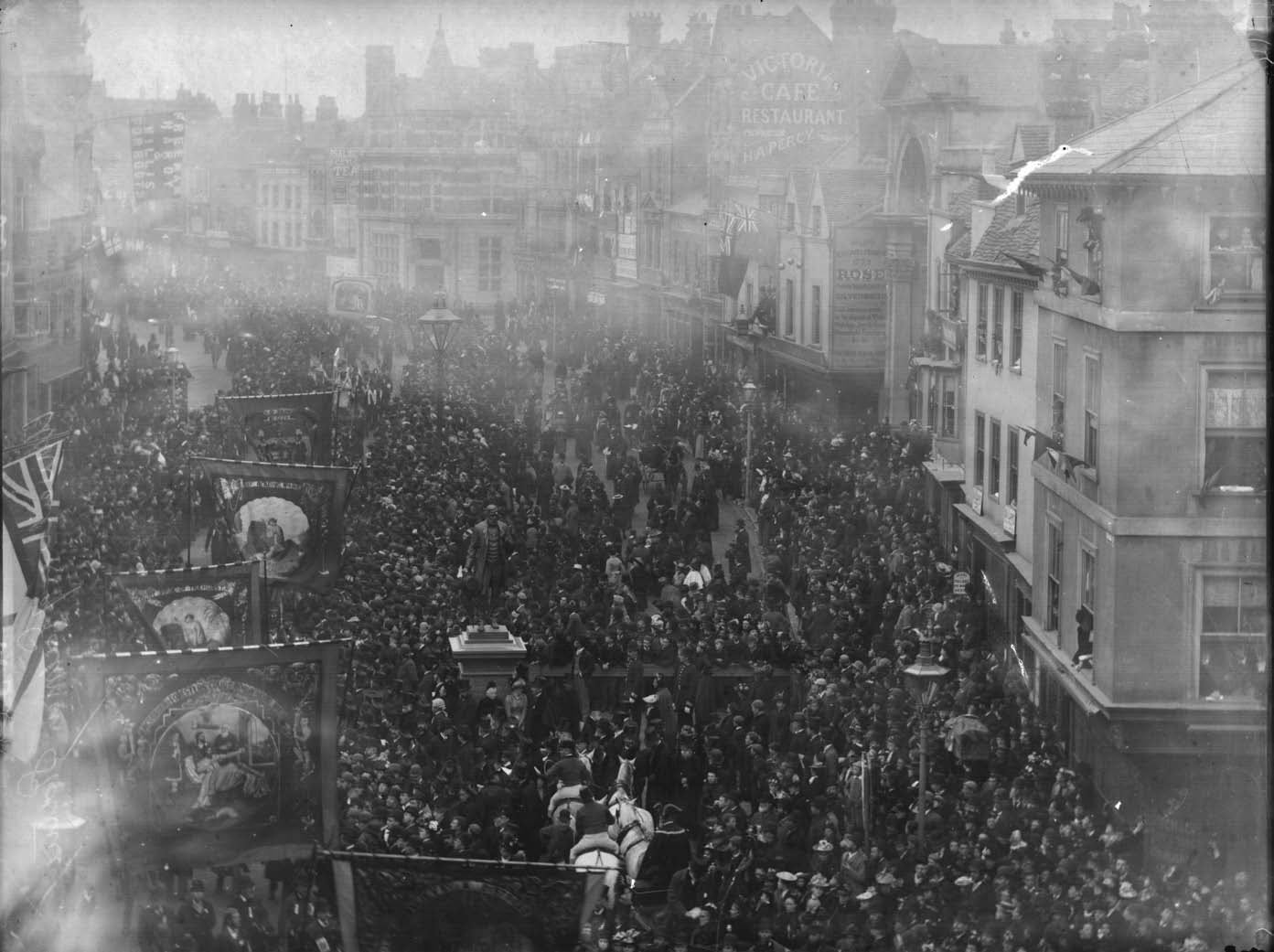
La cerimonia di inaugurazione del monumento, il 4 ottobre 1891

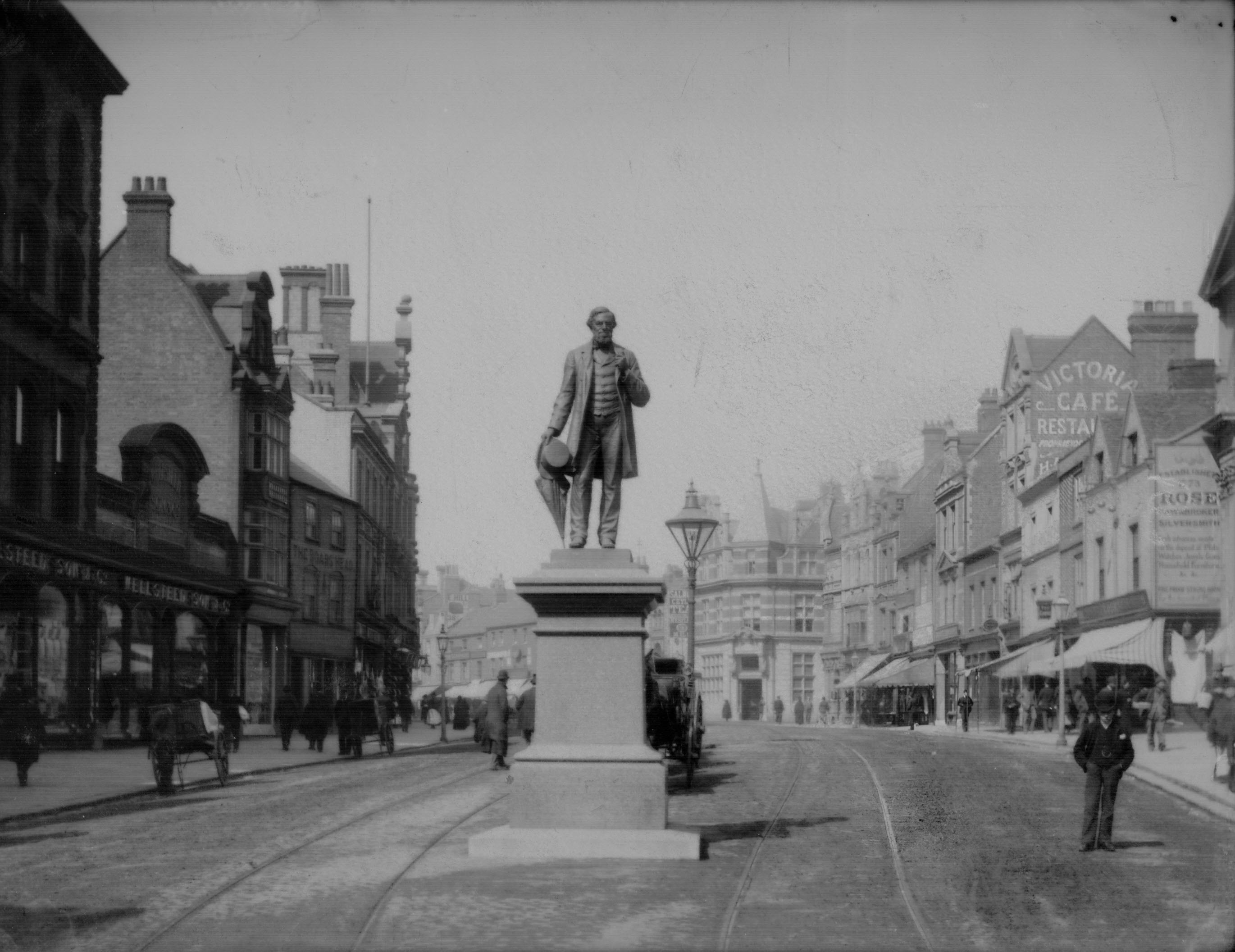
Il monumento a George Palmer nella sua collocazione originaria su Broad Street

La statua venne donata dagli abitanti di Reading, "in riconoscimento ai servizi resi alla città dall'imprenditore George Palmer", e venne scoperta il 4 novembre 1891. Lo stesso giorno, sempre a Reading, venne inaugurato anche il Palmer Park, donato alla città dall'imprenditore Palmer ancora vivente. Quattrocento furono i sottoscrittori per la realizzazione del monumento, e l'evento fu particolarmente sentito dagli abitanti della città.
Originariamente la statua fu posta al centro di Broad Street, una delle principali arterie di comunicazione della città di Reading, ma venne poi spostata nel 1930 nella collocazione al centro del Palmer Park, per problematiche legate all'aumento del traffico.

## Il monumento
La statua rappresenta l'imprenditore George Palmer in piedi, con cilindro e ombrello nella mano destra, mentre con la mano sinistra tiene il bavero del proprio cappotto. È la prima statua nel Regno Unito a raffigurare un uomo con un ombrello.
Il monumento è composto da una statua di bronzo e da un basamento in granito rosa.
George Palmer (1818–1897) fu un imprenditore che si associò con Thomas Huntley, fondatore di un biscottificio della zona, e inaugurò Huntley & Palmers, che divenne in breve il più grande biscottificio del mondo sotto la direzione dello stesso Palmer. George Palmer inventò le prime scatole di latta per biscotti, ampiamente decorate e che evitavano la rottura del contenuto. Noto filantropo, oltre a concedere posti di lavoro agli abitanti di Reading, donò il terreno necessario per la creazione del Palmer Park nella stessa città nel 1891, oltre al King's Meadow. La sua famiglia donò anche i terreni dove poi venne costruita la Reading University. La città gli concesse come segno di pubblica distinzione la cittadinanza onoraria (fu la prima persona ad aver ottenuto tale alta onorificenza) e il monumento.